# WAI-ARIA
WAI-ARIA (voluit Web Accessibility Initiative - Accessible Rich Internet Applications) is een technische specificatie die beschrijft hoe de gebruiker de toegankelijkheid van dynamische webpagina's kan verbeteren. Met dynamiek worden hier combinaties van Ajax, HTML, JavaScript en andere gerelateerde technieken bedoeld. WAI-ARIA is een technische specificatie die gepubliceerd is door het World Wide Web Consortium. In maart 2014 had deze de status van aanbeveling.

## Achtergrond
Webontwikkelaars gebruiken in toenemende mate client-side-scripts om interactie mogelijk te maken die met HTML alleen niet gemaakt kan worden. Ze gebruiken ook client-side-scripts om delen van een pagina te verversen zonder dat er een volledig nieuwe pagina van de webserver opgehaald hoeft te worden. Zulke technieken op websites worden Rich Internet Applications genoemd.
Deze webtechnieken zijn vaak niet toegankelijk voor mensen met een beperking, vooral mensen die afhankelijk zijn van screen readers en mensen die geen muis kunnen gebruiken. Een screenreader is bepaalde software waarmee iemand de informatie van een beeldscherm ook via spraak kan laten horen of  kan laten omzetten in braille via een brailleleesregel.

## Beschrijving
WAI-ARIA maakt het mogelijk dat webpagina's - of delen daarvan - zichzelf kenbaar kunnen maken als applicaties in plaats van als statische documenten. Die kan door het toevoegen van de rol (role), eigenschap (property) en de status (state) van de informatie aan dynamische webapplicaties. ARIA is bedoeld voor ontwikkelaars van webapplicaties, webbrowser, ondersteunende technologieën en hulpmiddelen voor het testen van toegankelijkheid .
WAI-ARIA beschrijft hoe semantiek (betekenis) en andere meta-informatie kan worden toegevoegd aan de HTML, zodat het de website en dynamische content beter toegankelijk zijn. Bijvoorbeeld is het met WAI-ARIA mogelijk om een lijst met links te herkennen als een menu. En ook om de status van het menu - ingeklapt of uitgeklapt - te laten zien.
Oorspronkelijk was WAI-ARIA bedoeld om toegankelijkheidsproblemen in HTML op te lossen, maar het kan ook gebruikt worden in andere technieken, zoals Scalable Vector Graphics (SVG).